# Marc Antoine Charpentier
Marc Antoine Charpentier, francoski skladatelj, * 1643, Pariz, † 24. februar 1704, Pariz.
V mladih letih ga je prevzelo slikarstvo, zato se je odpravil v Italijo, da bi se izučil te obrti. Tam je pod vtisom glasbenih del Pergolesija, Gabriellija in drugih mojstrov pozabil na slikanje in postal učenec znamenitega rimskega skladatelja Giacoma Carissimija. Vrnil se je v Pariz in tam skladal največ za gledališče. Postal je Molierov sodelavec in kapelnik v neki plemiški družini. Celo življenje je bil v senci ljubosumnega kraljevega dvornega skladatelja Lullyja. Leta 1698 je postal dirigent v jezuitskem kolegiju Sainte Chapelle. Od takrat je pisal izključno sakralno glasbo.
V času skladateljevega življenja je bilo natisnjenih in objavljenih le malo njegovih del. Kmalu po njegovi smrti pa je zahvaljujoč njegovemu nečaku, večji del njegove glasbene zapuščine prišel v kraljevo in pozneje narodno knjižnico.

## Dela
12 maš, 24 oratorijev in kantat, preko 100 motetov, himn in psalmov.
V zadnjem času je njegovo najpopularnejše delo Te Deum, iz katerega je motiv za napoved evrovizijskih prenosov.